# Shawn Fonteno

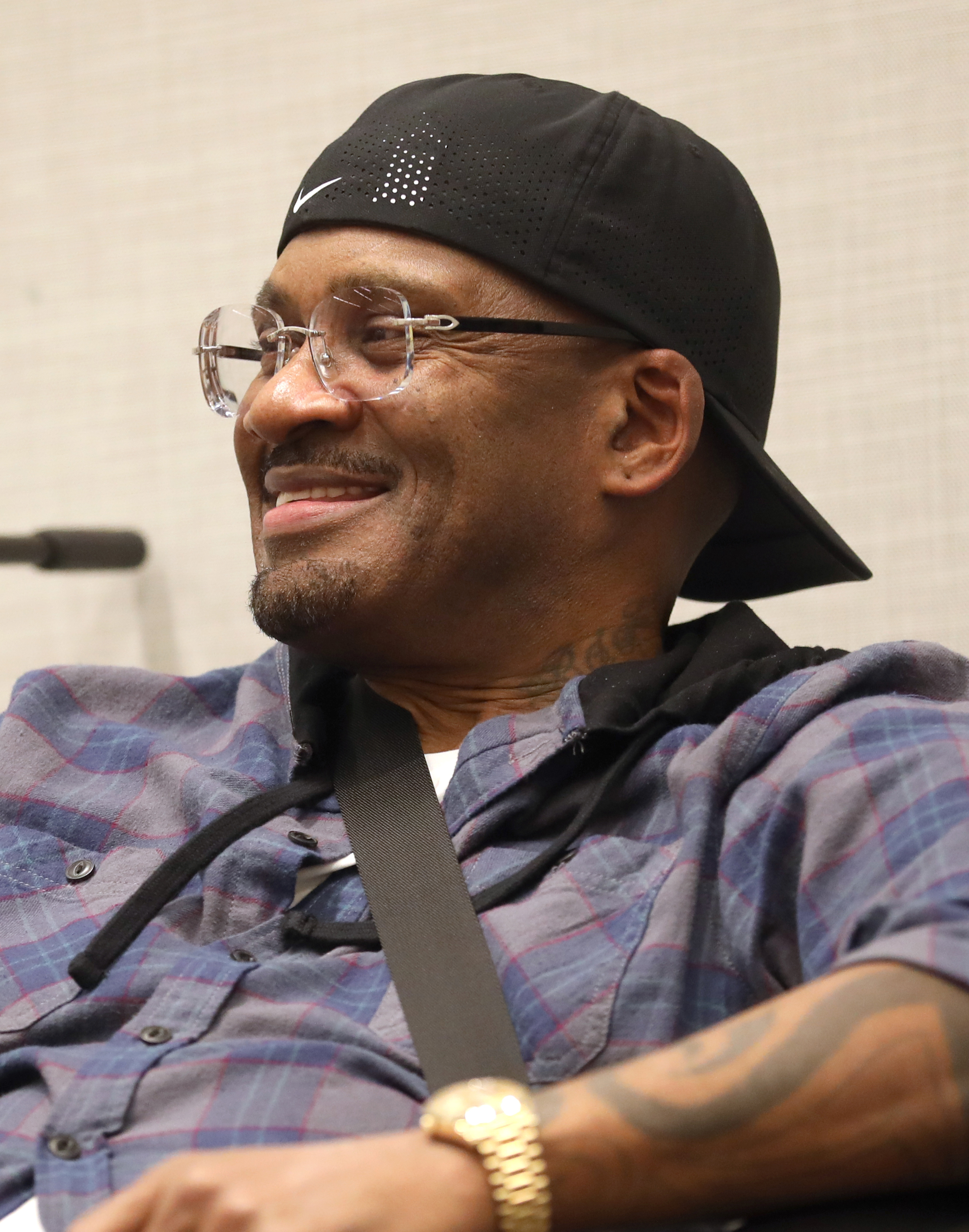
Shawn Fonteno (2024)

Shawn Fonteno (* 8. April 1968 in South Los Angeles, Kalifornien), besser bekannt als Solo, ist ein US-amerikanischer Rapper, Schauspieler und Synchronsprecher. Bekannt wurde er durch seine Rolle als Franklin Clinton in dem Videospiel Grand Theft Auto V von 2013.

## Karriere
Internationale Bekanntheit erlangte Fonteno durch das Spiel Grand Theft Auto V, bei dem er Franklin Clinton, einem der drei Protagonisten des Spiels, seine Stimme und seine Performance per Motion Capture lieh. Zuvor war er bereits bei Grand Theft Auto: San Andreas als Synchronsprecher tätig, dort allerdings nur in einer kleinen Nebenrolle.
Fonteno sagte, dass er sich mit der Figur gut identifizieren konnte, da er, wie Franklin auch, in einem sozialen Brennpunkt aufgewachsen war und die dortigen Gangrivalitäten, Gewalttaten und Drogendelikte hautnah miterlebt hatte.

## Filmografie

### Spielfilme
- 2000: 3 Strikes
- 2001: The Wash
- 2015: Grow House

### Videospiele
- 2004: Grand Theft Auto: San Andreas
- 2013: Grand Theft Auto V
- 2014: Watch Dogs